# Piotr Mamonov
Piotr Mamonov (în rusă Пётр Николаевич Мамонов; n. 14 aprilie 1951, Moscova, RSFS Rusă, URSS – d. 15 iulie 2021, Moscova, Rusia) a fost un muzician și actor rus, cunoscut pentru rolurile din filmele Taxi Blues, Ostrov sau Țarul. Fost component al unei trupe de rock, Mamonov s-a retras în ultimul timp din viața aglomerată a orașului, preferând să caute liniștea sufletească într-o localitate mai izolată din Rusia. Schimbarea a survenit probabil și în urma rolului de excepție pe care Mamonov l-a jucat în filmul Ostrov, cel al unui monah care se căiește pentru o crimă din trecut. Dintre toate filmele recente produse în Rusia, Ostrov este o producție care a trezit atât interesul criticilor, cât și al simplilor cinefili, ajungând să fie difuzat chiar și în biserici, după terminarea Sfintei Liturghii, caz unic în Rusia! Filmul dă o replică pe măsură cinematografiei occidentale, conținând valori pe care Occidentul nu a mizat prea mult în arta cinematografică. Mamonov a reușit să intre atât de bine în rol încât pare rupt din realitate. Piotr Mamonov joacă rolul fratelui Anatoli, trăitor la o mănăstire din nord, îndeplinind ascultarea de fochist. Acest personaj trăiește vina de a-și fi ucis căpitanul în război, încât trăiește o viață plină de remușcări, rugându-se neîncetat cu rugăciunea inimii. Față de ceilalți frați din mănăstire, Anatoli pare un exaltat, un nebun, trezind critici mai ales din partea călugărului Iov, care îl acuză de nesupunere, lipsă de igienă, ceaiuri și taifasuri cu mirenii etc. De-abia pe final, părintele Iov îl va cunoaște cu adevărat pe Anatoli. Finalul filmului, aparent disforic prin moartea protagonistului, este unul fericit, deoarece Anatoli a avut șansa de a afla că cel pe care îl împușcase supraviețuise în mod miraculos. Deși a avut un buget mic, Ostrov este un film de succes, fiind revizionat de către public, circulând în mediile ortodoxe și fiind filmul care într-adevăr poate schimba viziunea despre lume cu care este în general obișnuit omul zilelor noastre.
Impactul filmului Ostrov este demn de menționat, fiind un film ieșit din tipare. 

## Filmografie
- Țarul (2009)